# Собор Рождества Богородицы Снетогорского монастыря

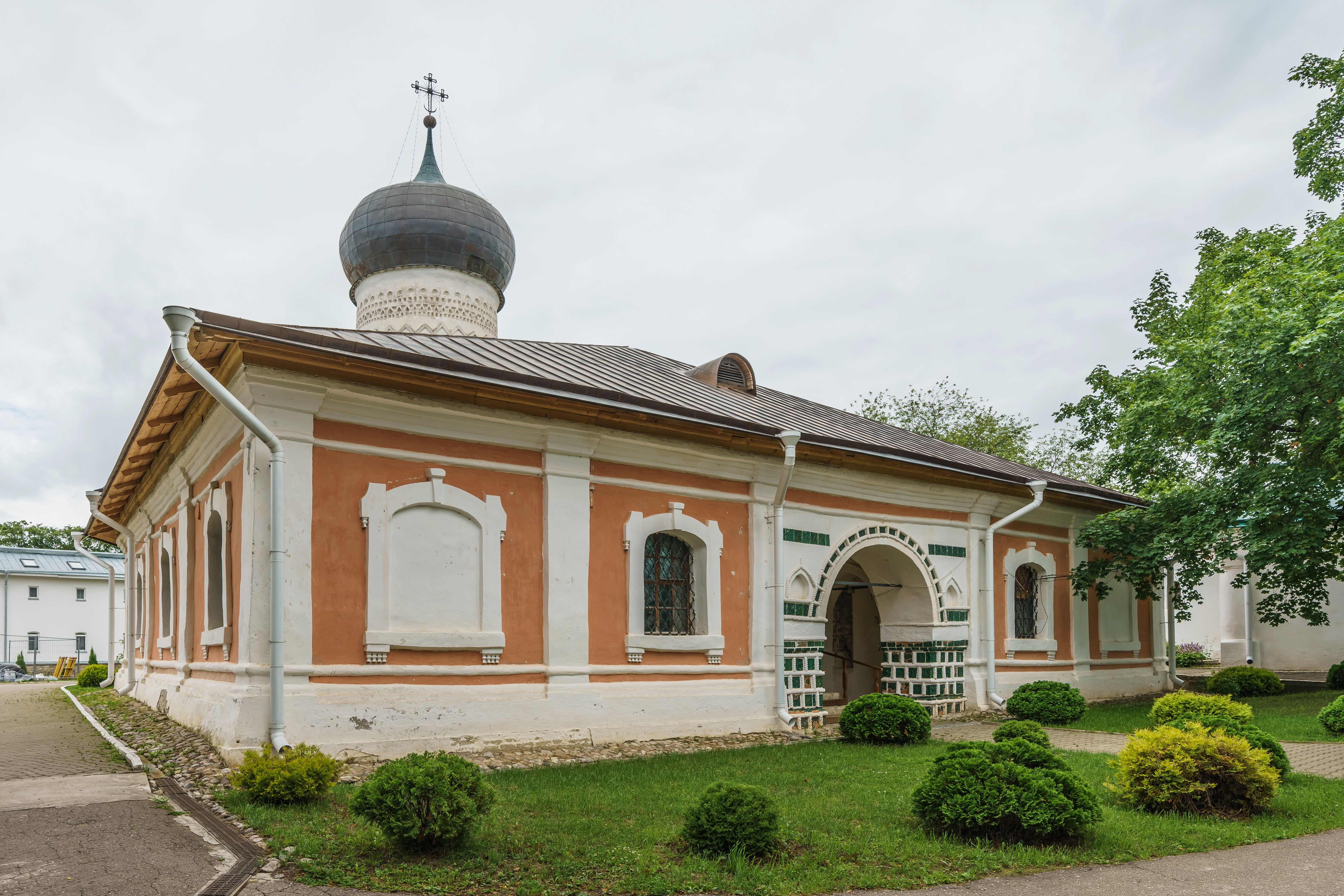
Собор Рождества Богородицы. Вид с запада.

Собор Рождества Богородицы — православный храм в Пскове, главный храм Снетогорского монастыря.

## История
Был построен в 1311 году по подобию Спасо-Преображенского собора Мирожского монастыря. В 1313 году храм был расписан. Сохранившиеся, хотя и не полностью, фрески — единственный на сегодняшний день памятник древнерусской монументальной живописи 1-й половины XIV века и яркий образец псковской художественной школы.

## Архитектура
Храм повторяет основные черты архитектуры построенного на полтора века раньше собора Мирожского монастыря, но имеет некоторые существенные отличия от последнего. Внутреннее пространство храма решено в форме равноконечного креста с примыкающими к нему по углам меньшими по высоте объёмами. В отличие от собора Мирожского монастыря, в интерьере которого есть иерархическое соподчинение центрального и боковых объёмов, здесь центральное пространство креста и его ветви сделаны одинакового размера. Восточная ветвь креста образована центральной апсидой алтаря, боковые апсиды по сравнению с ней значительно понижены. Западные углы храма разделены на два этажа. В нижнем северном компартименте первоначально располагался придел или уединенная монашеская молельня, в южном — лестница на второй этаж. Верхнее северное помещение так же служило приделом, здесь сохранились следы малого иконостаса. Верхнее южное помещение было ризницей или хранилищем документов. Помещения-палатки верхнего яруса соединялись узким деревянным настилом, замененным в XVI веке каменным балконом.
В соответствии с внутренним устройством интерьера боковые фасады храма асимметричны. Их восточные прясла оформлены высокими арками, соответствующими высоте ветвей креста. Здесь расположены боковые порталы храма, над ними помещены предназначенные для росписи ниши-киоты и окна. Западные прясла снизу оформлены невысокими арками-нишами, соответствующими нижнему ярусу западных угловых помещений. Восточный фасад с тремя апсидами в основном сохранил свои первоначальные формы. Западный фасад, первоначально завершавшийся тремя закомарами, в настоящее время закрыт возникшими в последующие столетия пристройками к храму. Собор завершен поставленным по центру внутреннего креста куполом, барабан которого снаружи оформлен необычным поясом из стрельчатых арочек, восстановленным при реставрации. В XV веке барабан купола был повышен, а арочный пояс заменен лентами бегунца и поребрика. Форма кровли неоднократно менялась в ходе истории собора. Первоначально храм был покрыт тесом по форме закомар, а глава купола деревянным лемехом-чешуей. В XVI столетии поверх полукруглых закомар были надложены треугольные щипцы, глава купола сделана луковичной. В настоящее время кровля собора имеет позднюю четырёхскатную форму с плоским завершением фасадов.

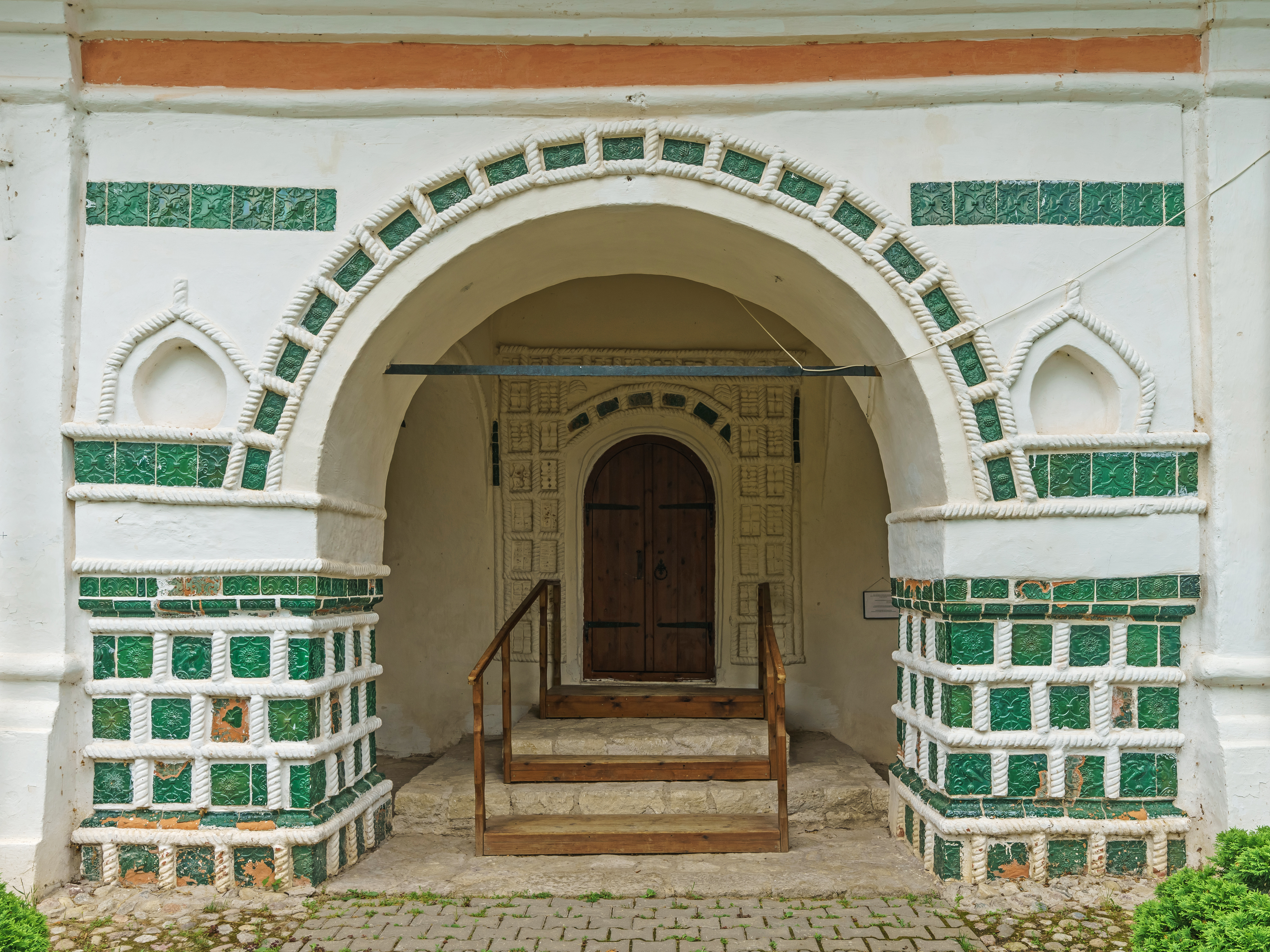
Крыльцо Рождественского собора. XVII век.

С течением времени собор расширялся. В начале XV века к его западному фасаду уже примыкал притвор. В XVI веке западный фасад притвора и портал имели наружные фресковые росписи. Особенно сильные изменения были привнесены в архитектуру собора в XVII столетии. Первоначальный притвор был перестроен и соединен с основным пространством храма. Западный вход в храм оформлен крыльцом, украшенным зелеными изразцами. Окна притвора были оформлены наличниками с кирпичным беленым узором и так же изразцами. В стенах разделявших внутренние пространства здания прорезаны широкие арки. Интерьер стал более просторным и зрительно цельным. Были значительно расширены окна. В XVIII столетии к собору были пристроены боковые приделы в честь св. Николая Чудотворца и Усекновения главы св. Иоанна Предтечи. Боковые части притвора оказались расширены и обхватили с двух сторон крыльцо XVII века. Оформление приделов и перестроенного притвора соответствовало архитектуре эпохи барокко. Тогда же к южной апсиде храма была пристроена большая ризница (не сохранилась), а древний одноглавый объём украшен по углам четырьмя малыми декоративными главами. Уже в XIX веке декоративные главы оказались убраны (в том числе и главы двух приделов), восстановлена южная апсида. Луковичная глава собора получила железное покрытие. Фасады храма, покрашенные в XVIII веке в яркий терракотовый цвет, вновь были побелены.
Первоначально иконостас храма был невысоким и занимал лишь проем центральной алтарной апсиды. Со временем он был заменен более высоким и широким многоярусным. Иконостас возобновлялся в 1855 году. При этом, в северной палате притвора была устроена ризница, где в частности хранились иконы из старого иконостаса. В XX веке убранство собора было утрачено.
Реставрационные работы конца 40-х — начала 50-х гг. XX века и в особенности комплексная реставрация, начатая в 1985 году, позволили воссоздать архитектурную историю древнего псковского храма.

## Роспись храма

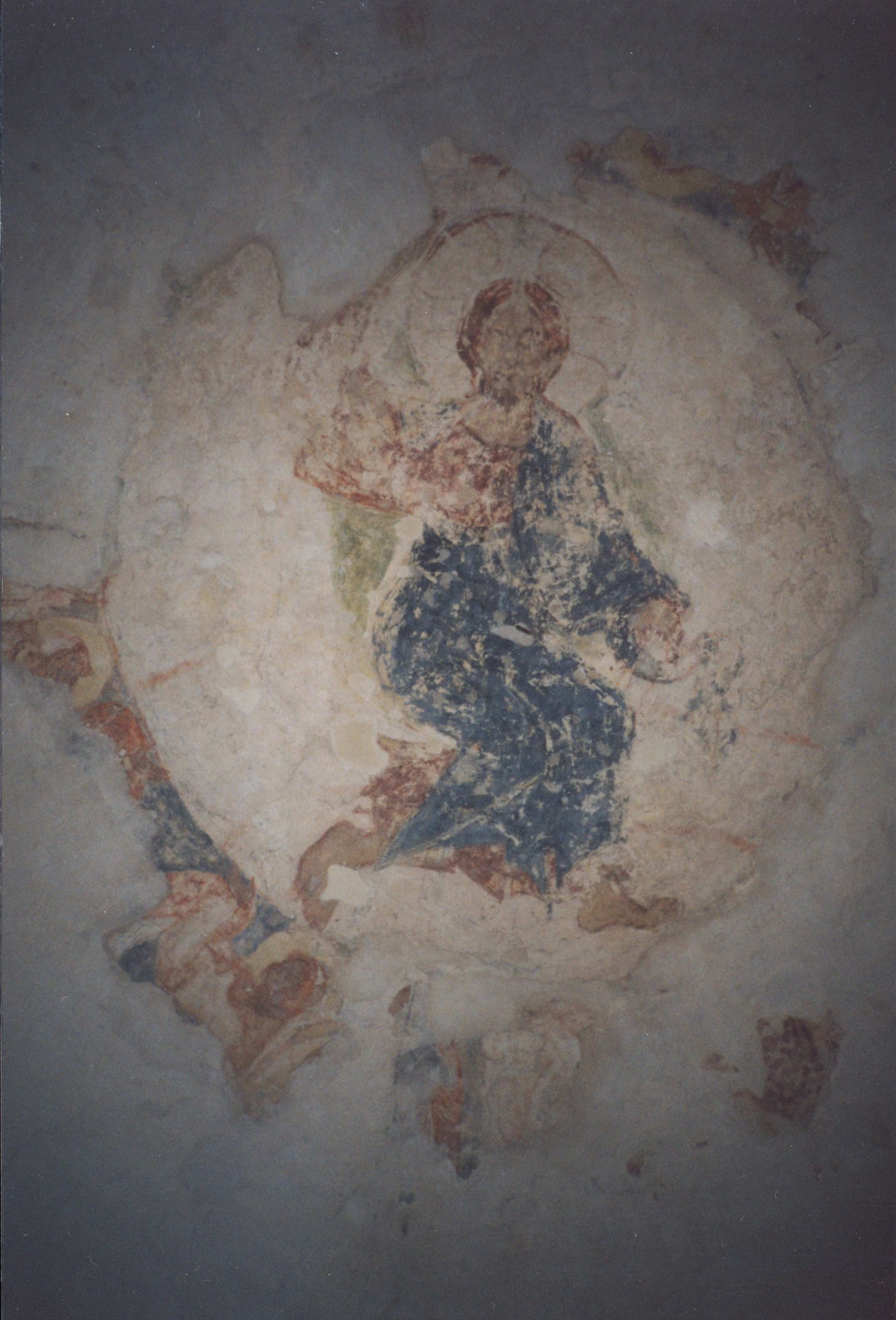
Вознесение. Сохранившийся фрагмент фрески купола.

Дата начала росписи храма известна благодаря записи на полях Псковского паремийника. Храм был расписан в 1313 году, вскоре после окончания строительства. Наряду с новгородским храмом Николы на Липне собор Снетогорского монастыря стал одним из первых примеров возрождения монументальной живописи на Руси после длительного перерыва середины — второй половины XIII века, вызванного монгольским нашествием. Кроме того, именно в этот период в Пскове складывается своя самобытная художественная школа, отличная от искусства других крупных художественных центров Руси. Фрески Снетогорского монастыря являются ярким образцом псковского искусства.
Пережив сильный пожар монастыря 1493 года, роспись оказалась сильно повреждена в 1581 году при осаде Пскова войсками Стефана Батория. После войны фрески были вынуждены забелить как непоправимо испорченные. Об этом с горечью сообщает Писцовая книга Псковского уезда 1584—1587 годов. Первые пробные расчистки древней живописи были предприняты ещё в 1909 году. Работы по раскрытию фресок велись экспедициями ЦГРМ в 1920—1930-х годах и, как считалось, были завершены в 1948—1949 годах. Однако начиная с 1985 года в соборе были сделаны новые существенные открытия прежде неизвестных фрагментов живописи в куполе и алтаре. В результате последних исследований представляется возможным дать полную реконструкцию всей программы росписи.

### Программа росписи
Система росписи храма с одной стороны повторяет многие сюжеты, характерные для памятников домонгольского периода и для XIV века представляющиеся архаичными. С другой стороны она содержит множество новых и уникальных для своего времени сюжетов, часто представляющих собой оригинальную находку псковских художников.
В куполе изображено Вознесение Господне, повторяющее росписи многих новгородских храмов XII века и собора Мирожского монастыря. Фрески в барабане купола утрачены. На парусах сохранились фигуры евангелистов с их символами и фрагмент убруса с образом Нерукотворного Спаса.
В центральной алтарной апсиде в нижних регистрах представлен двухъярусный фронтальный святительский чин, так же архаичный для византийской живописи XIII—XIV столетий и повторяющий старые образцы домонгольского времени. Выше была изображена традиционная Евхаристия.

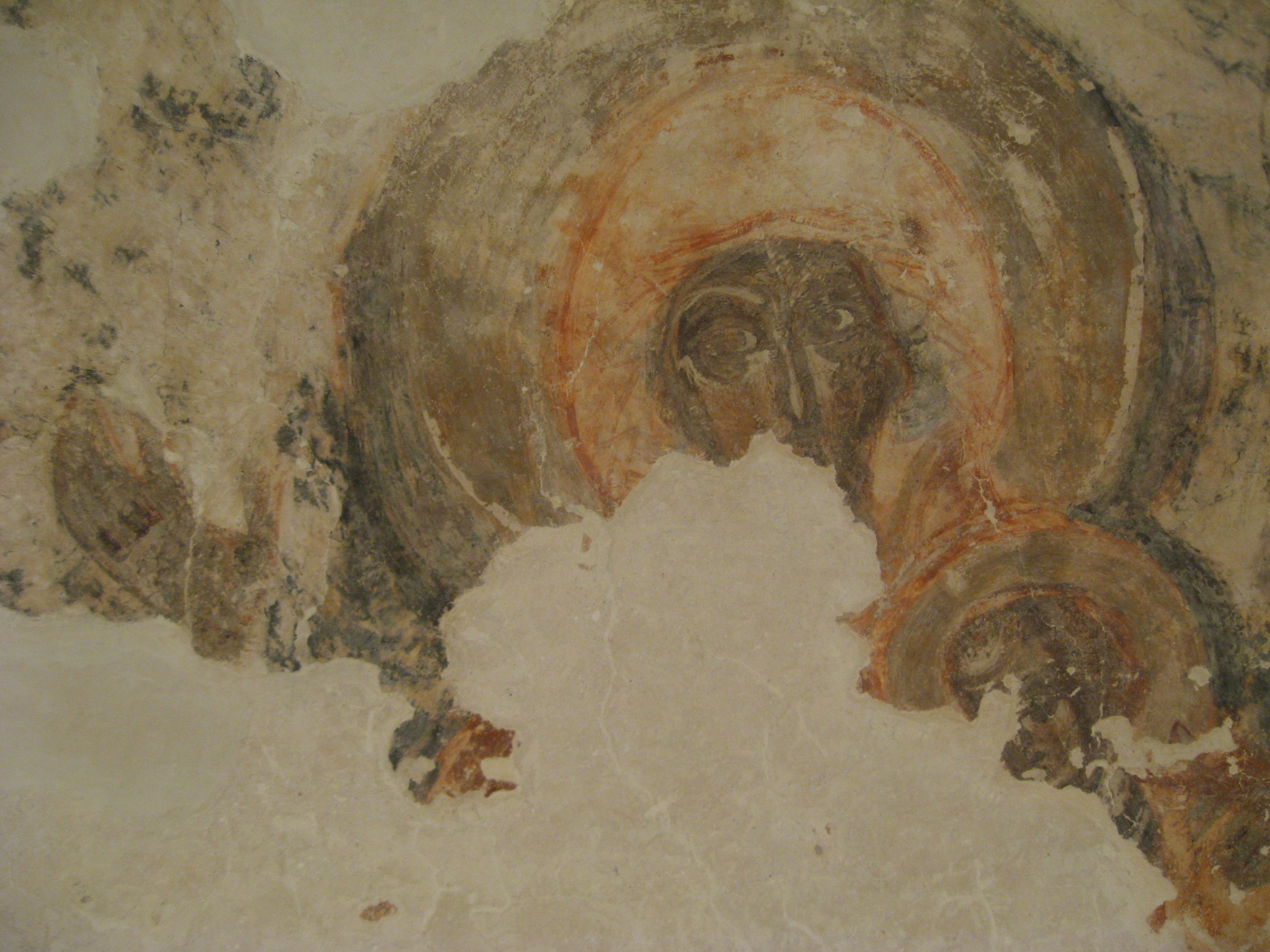
Богоматерь с Младенцем. Фрагмент фрески алтарной апсиды.

 Особый интерес представляют композиции верхней зоны алтаря — конхи и свода вимы. Несмотря на крайне плохую и фрагментарную сохранность живописи, представленные здесь сюжеты поддаются расшифровке и реконструкции. В конхе была изображена сидящая на троне Богоматерь с Младенцем на левой руке. Необычным является жест правой руки Богоматери поднятой вверх и буквально указывающей отведенным пальцем на расположенное выше изображение. Выше, в своде сохранилась нижняя часть фигуры в белых одеждах, сидящей на престоле и окруженной мандорлой, вписанной в ромб. По сторонам от фигуры сохранились фрагментарные изображения херувимов и других небесных сил. Возможно, что здесь же располагались и фигуры пророков Исайи, Иезекииля или Аввакума, свидетелей представленного видения. Очевидно, что на престоле был изображен Христос, однако точная иконография его изображения остается неизвестной. Общий смысл композиции прочитывается следующим образом: Бог, являвшийся в Ветхом Завете пророкам, Вседержитель и грядущий Судья мира воплотился через Богородицу и стал Младенцем, чтобы принести себя в жертву ради спасения человечества. Тема Христа-жертвы прямым образом связана с нижними регистрами росписи алтаря и совершавшимся здесь богослужением.
На подпружных арках, несущих купол, изображены ветхозаветные первосвященники, прообразующие новозаветное священство. Их ряд завершается образами Захарии и его сына — Иоанна Предтечи, соединяющего собой Ветхий и Новый завет.
Своды и стены ветвей подкупольного креста заняты несколькими повествовательными циклами. Порядок сюжетов по своему продуман, хотя в расположении циклов есть некоторая спонтанность. Это было вызвано непривычностью поставленной перед художниками задачи, вынужденными после длительного перерыва собственными силами возрождать искусство монументальной живописи.
Важнейшее место здесь занимает цикл евангельских событий, включающий прежде всего изображения двунадесятых праздников. Композиции расположены в три регистра: 1) в сводах и люнетах, 2, 3) и в два ряда на стенах боковых ветвей подкупольного креста.

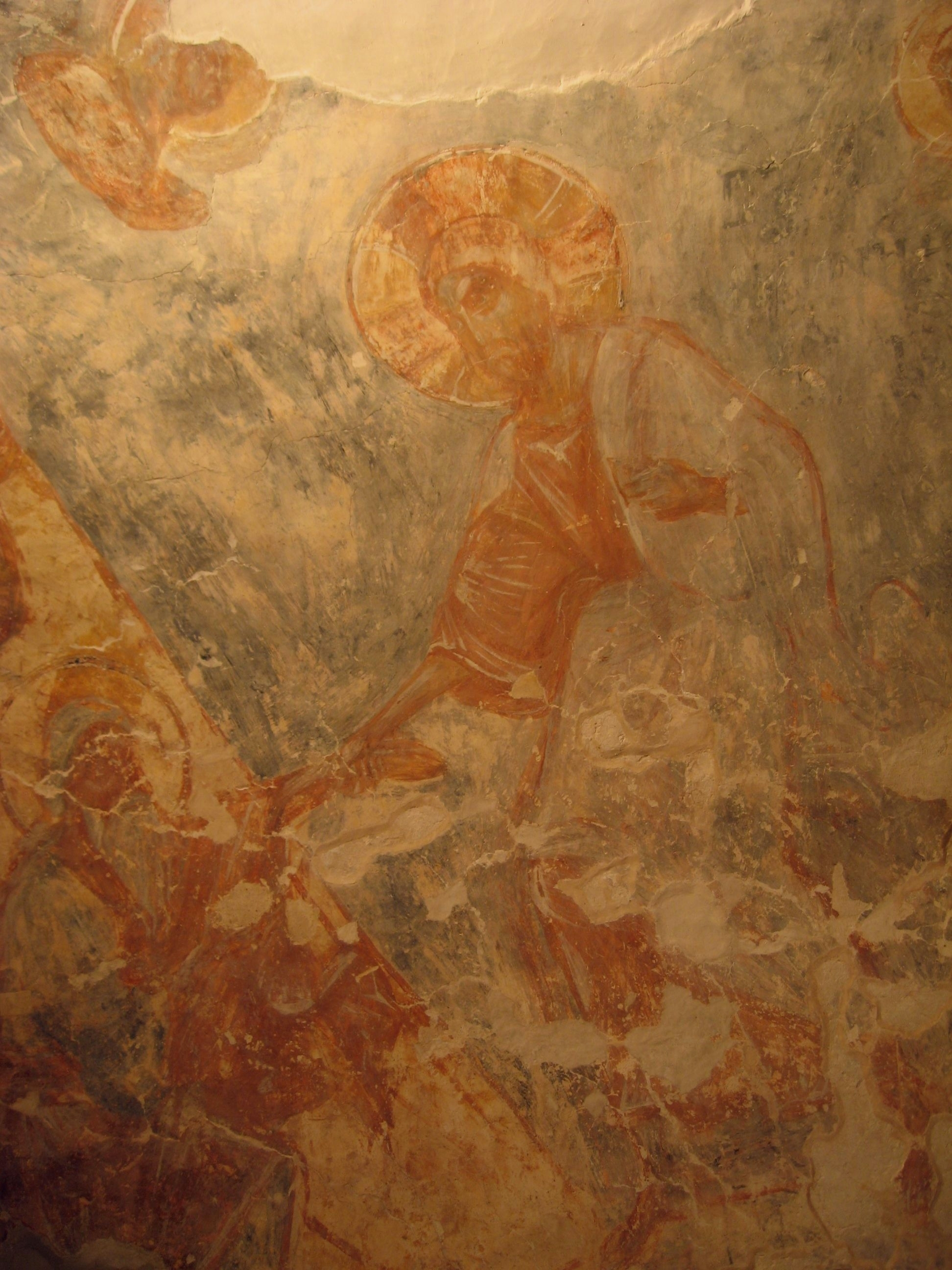
Воскресение Христово.

В южной части храма в 3 регистре росписи на восточной стене изображено Рождество Богоматери (занимающее традиционное место храмового образа справа от алтаря) и Введение во храм. Благовещение изображено выше во 2 ярусе, традиционно по сторонам от алтарной апсиды: слева архангел Гавриил, справа Богоматерь. Рождество Христово представлено вслед за Введением в 3 регистре на южной и западной стенах южной ветви креста. Композиция Рождества состоит из множества различных небольших сцен, подробно иллюстрирующих все связанные с праздником события. Здесь есть и фигура плачущей о убиенных детях Рахили, иллюстрарующая пророчество Иеремии (Иер. 31:15). Кроме того, поклонение волхвов было дополнено аллегорическими фигурами природных стихий, из которых сохранилось изображение пустыни, так же приносящих свои дары Младенцу Христу. Эти необычные подробности являются иллюстрацией рождественской стихиры «Что Ти принисем, Христе», впоследствии вошедшие в иконографию Собора Богоматери.
Цикл праздников продолжается в 1 регистре на своде и в люнете южной ветви креста, где изображены Сретение, Крещение и Воскрешение Лазаря (эта часть программы копирует роспись собора Мирожского монастыря). Композиции страстного цикла вынесены во 2 меньший регистр композиций. Здесь на восточной стене южного рукава изображены Вход и Иерусалим и Преображение (хронологически неправильное расположение Преображения после Входа в Иерусалим — распространенная черта многих памятников византийской и древнерусской живописи). Далее на южной стене были расположены композиции Омовение ног и Тайная вечеря.

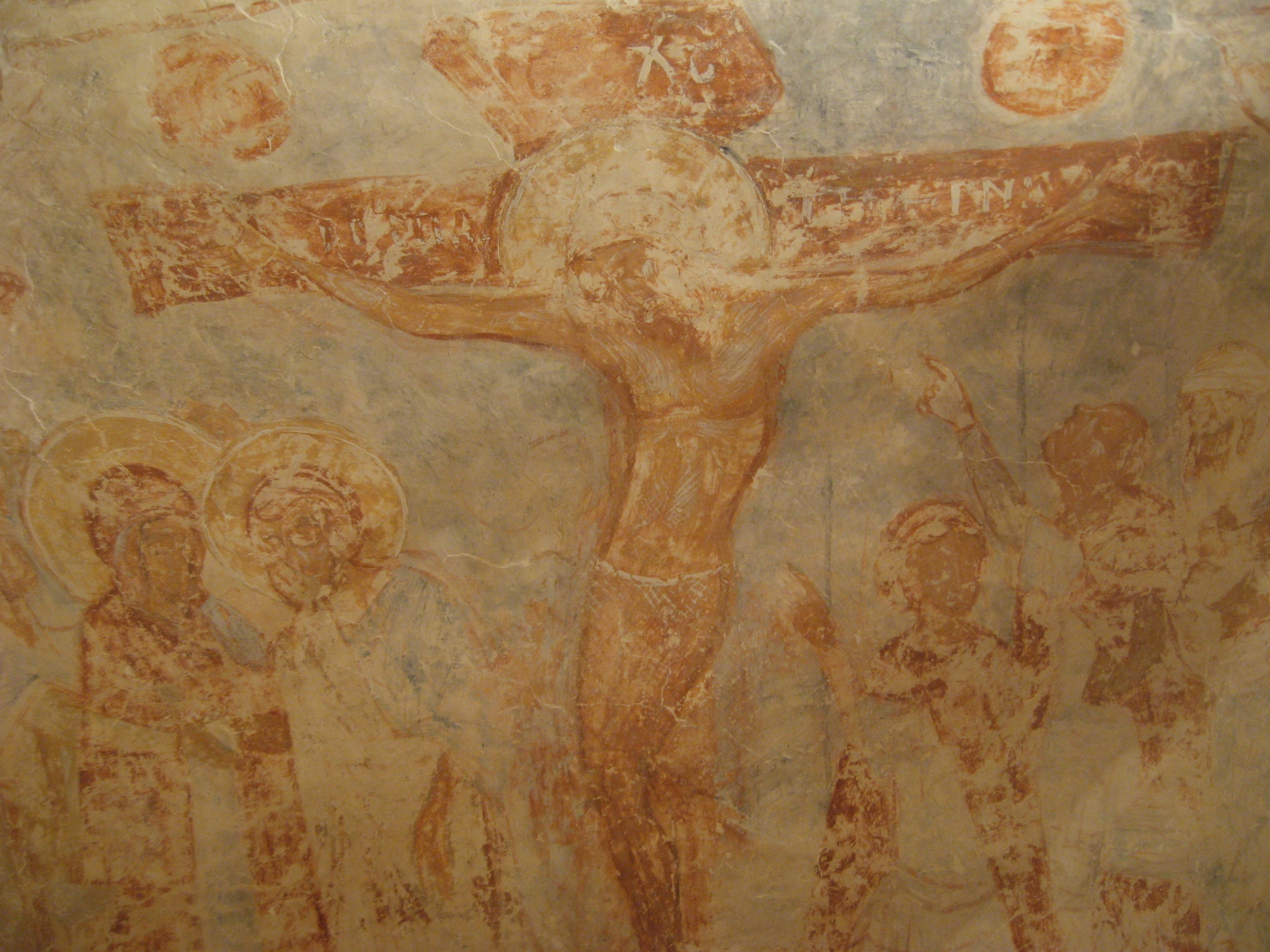
Распятие.

Распятие и Воскресение Христа представлены в 1 регистре на своде северного рукава креста. Ниже на восточной стене северного рукава во 2 регистре изображено Снятие с креста и жены-мироносицы у Гроба Господня, а в 3 регистре Преполовение Пятидесятницы и Сошествие Св. Духа на апостолов. Образ Вознесения был представлен в куполе собора.
Таким образом, евангельские сцены разделены на несколько обособленных циклов. Сверху представлены несколько крупных композиций: Сретение, Крещение, Воскрешение Лазаря, Распятие и Воскресение. При этом изображения Сретения и Распятия, Воскрешения Лазаря и Воскресения Христа перекликаются по смыслу друг с другом, Распятие и Воскресение традиционно представлены друг напротив друга. Ниже в меньшем масштабе изображены события предшествующие страстям Христа, другие сцены страстей и события после Воскресения Христа: Вход в Иерусалим, Преображение, Снятие со креста, жены-мироносицы у Гроба, Преполовение и Сошествие Св. Духа.
Свой отдельный цикл изображений расположен на западной стене северного рукава, где в три ряда представлены небольшие по масштабу композиции протоевангельского цикла, хорошо известные по многим домонгольским памятникам монументальной живописи. Однако здесь к ним добавлено изображение Покрова Богородицы и даже иллюстрация 12 икоса Акафиста Богоматери.
Самая большая и впечатляющая композиция в росписи собора — Успение Богоматери — расположена во всю высоту северной стены храма, напротив изображенного с южной стороны Рождества Христова. Противопоставление или вернее сопоставление двух этих композиций так же известно по росписям храмов домонгольского периода. Средняя часть композиции оказалась утрачена из-за расширенного в XVII веке окна. Слева от него сохранилась фигура Христа, держащего на руках душу Богородицы. Сверху были изображены апостолы, переносимые к одру Богоматери ангелами и вознесение Богоматери на небо.

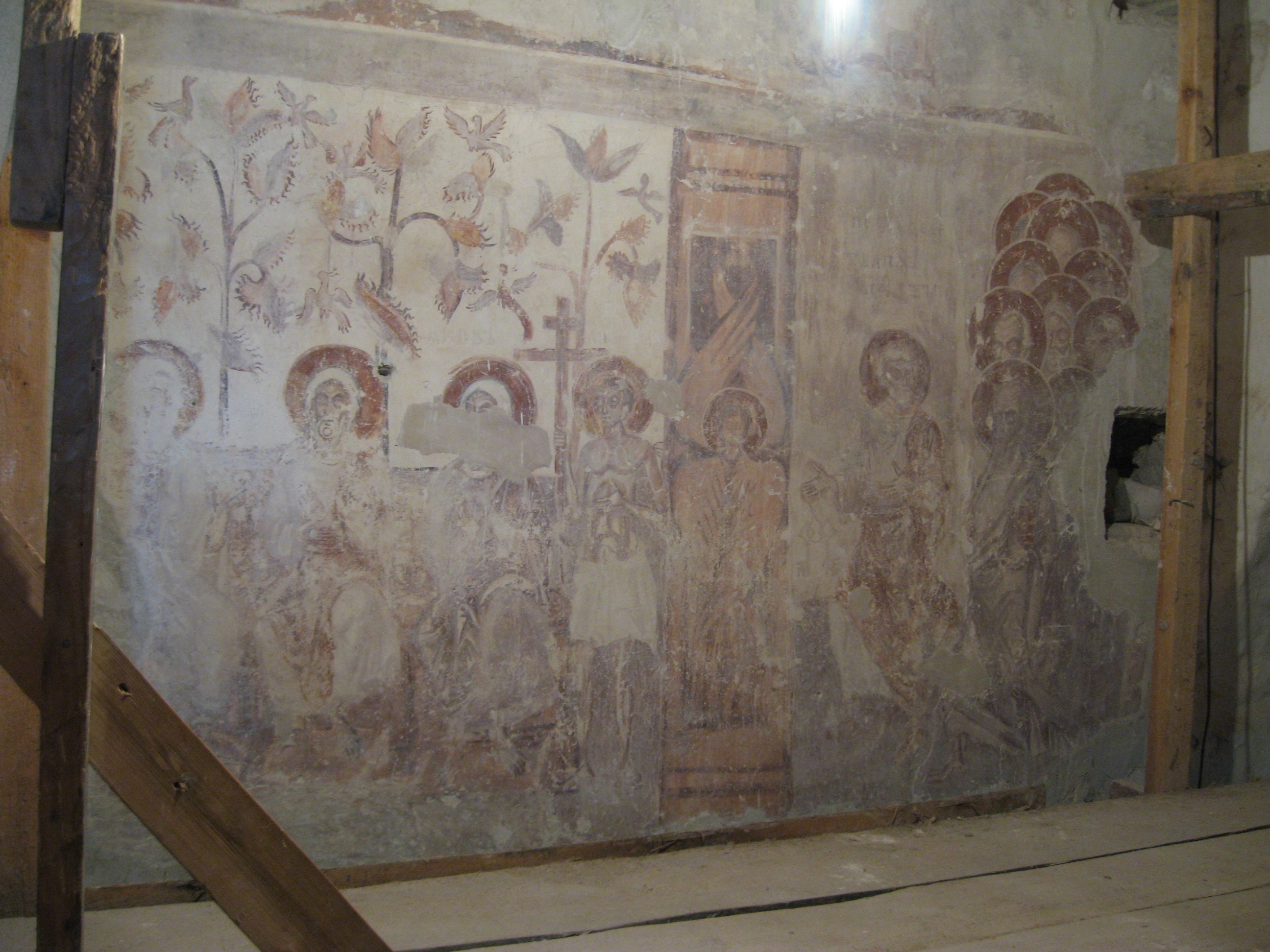
Изображение рая. Лоно Авраамово, благоразумный разбойник и шествие праведных в рай.

Весь западный рукав подкупольного креста занят изображением Страшного суда, дополненного видением пророка Даниила. Изображения на южной стороне западного свода и южной стене традиционны. Здесь представлен сидящий на престоле Христос-судья, окруженный 12 апостолами и ангелами. Ниже располагались почти совершенно утраченные изображения Адама и Евы, а также взвешивания человеческой души на суде. Хорошо сохранился нижней регистр, где представлен рай: Лоно Авраамово, благоразумный разбойник и шествие в рай праведников, возглавляемых апостолом Петром. На западной стене был изображен ангел свивающий небо, а рядом с ним композиция, ранее известная исключительно по более поздним русским памятникам XVI—XVII веков. Здесь изображен Моисей, обличающий не уверовавших во Христа евреев.

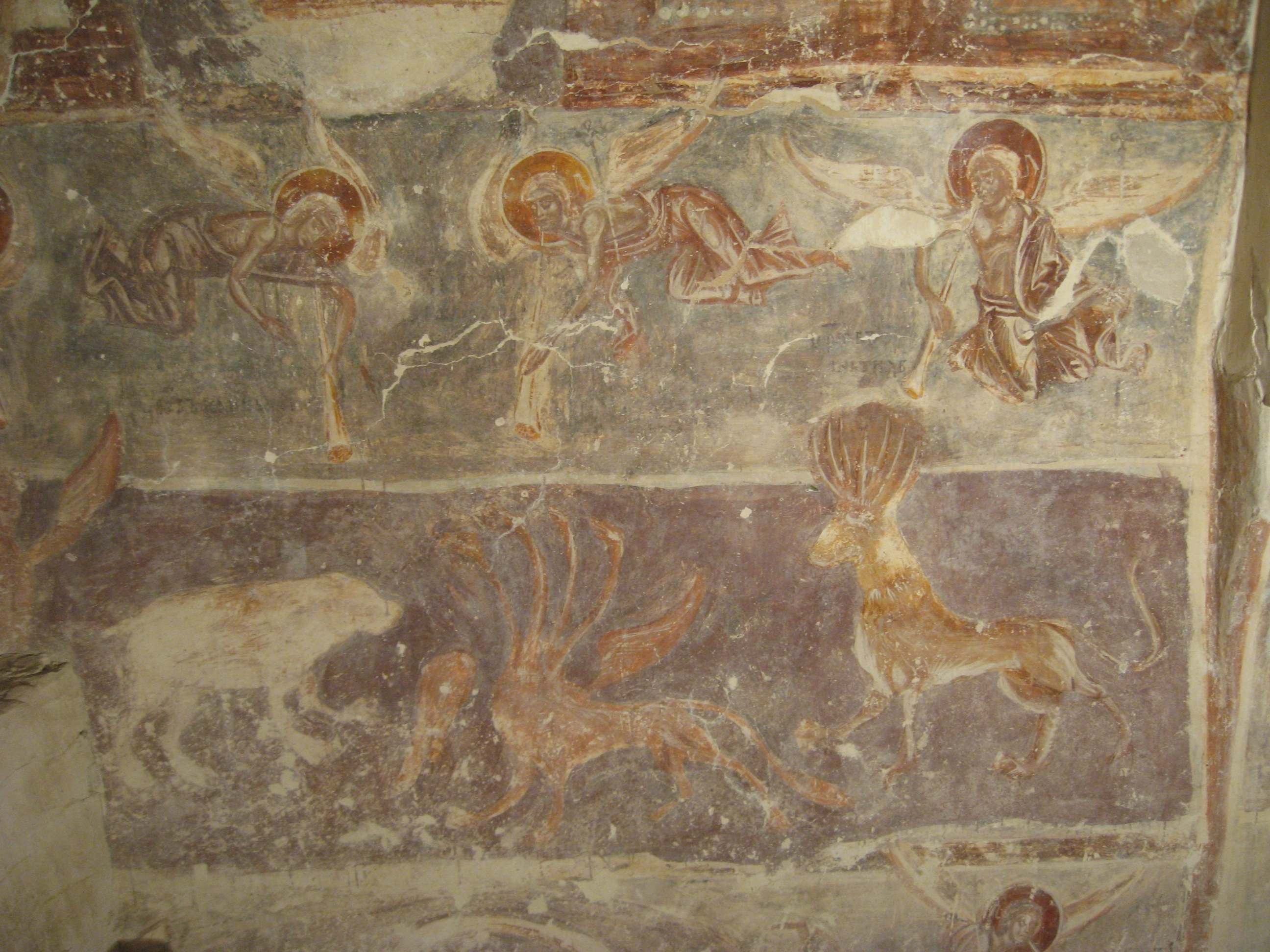
Животные из видения пророка Даниила и трубящие ангелы.

На северной стене представлено уникальное по иконографии видение пророка Даниила, многие из деталей которого впоследствии широко распространились в русской искусстве поствизантийского периода. На своде изображен Христос Ветхий денми, окруженный ангелами и лежащими на престолах открытыми книгами. Сцена расположена напротив изображений Христа и апостолов из Страшного суда и совпадает с ними по композиции. Ниже представлены трубящие ангелы и четыре зверя — символы земных царств. Все они подписаны: Персидское, Эллинское, Римское и Антихристово. Справа от них в основании подпружной арки был изображен сам Даниил (его утраченная сверху фигура узнается по характерным для него одеждам). Слева на западной стене располагаются ещё несколько изображений, связанных с видением: Христос, Богоматерь и Иоанн Предтеча с ангелами, несущими орудия страстей, пророки Захария и Исаия.
Весьма вероятно, что появившиеся здесь впервые иконографические сюжеты видения Даниила, включенные в состав Страшного суда, в XVI веке были принесены в Москву псковскими мастерами и благодаря этому широко распространились в русской живописи XVI—XVII веков.

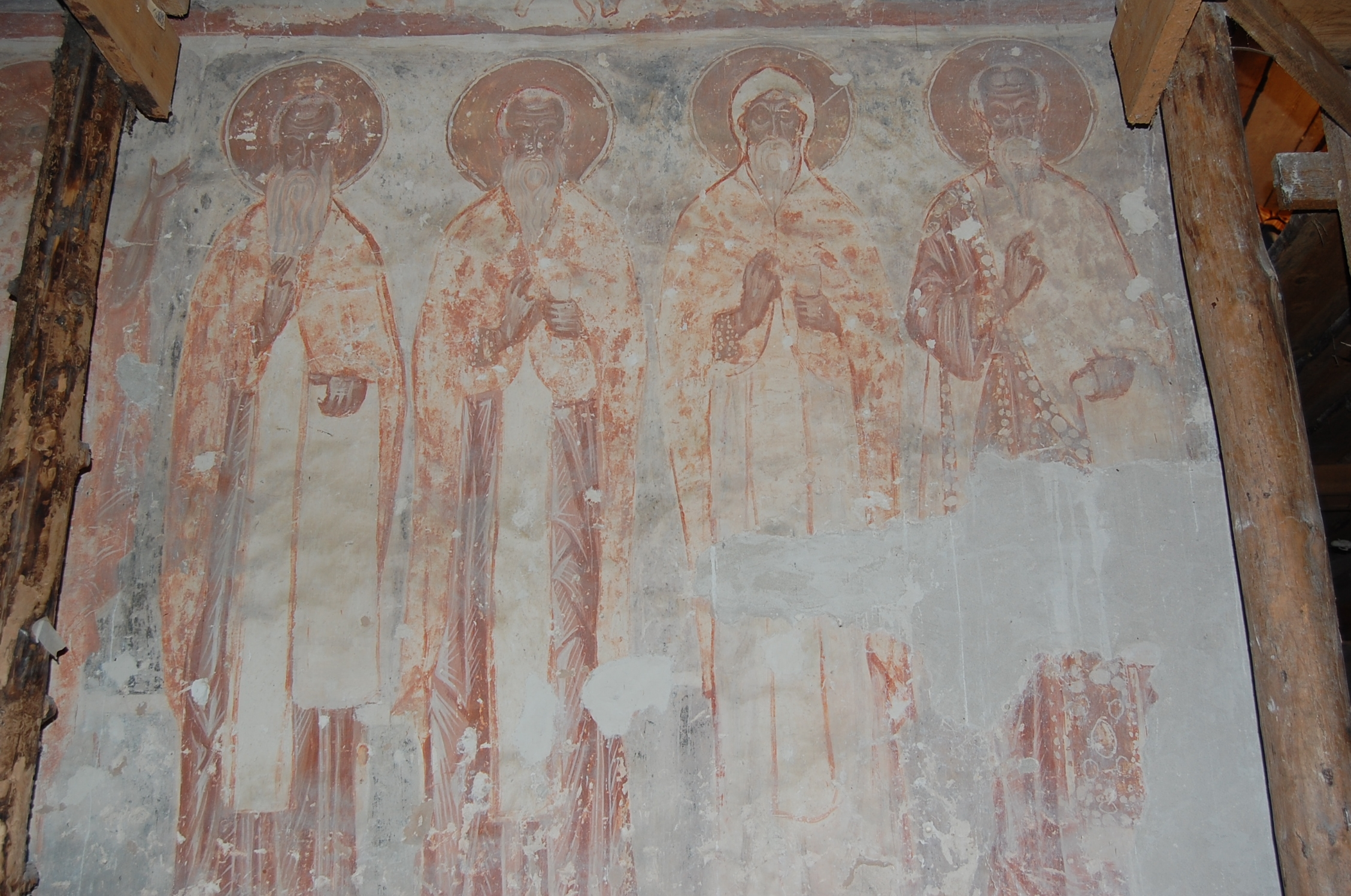
Преподобные отцы. Роспись нижнего яруса стен храма.

Далее под видением Даниила представлены традиционные изображения земли и моря, отдающих мертвецов. Ниже, напротив изображений рая, располагались так же традиционные сцены ада. Слева представлена назидательная притча о Богаче и Лазаре (Лк. 16:19). Богач изображен сидящим в аду вместе в бесом. Справа изображен Сатана на двуглавом чудовище с душой Иуды на руках.
В адском пламене рядом с Сатаной были изображены головы многочисленных грешников, все из них были подписаны по именам. Большая часть из них соответствует тексту «Жития Василия Нового», где подробно описано видение Страшного суда. Здесь представлены основатели ересей Македоний, Север, Арий, Аполлинарий, Несторий, Ориген, нечестивые цари: Диоклетиан и Юлиан Отступник. К ним псковичи добавили Ирода с Иродиадой и Саломеей, еретика Богомила и убийцу святых Бориса и Глеба Святополка Окаянного.

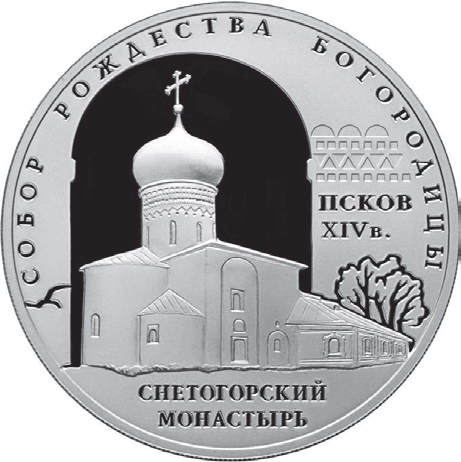
Собор Рождества Богородицы. Снетогорский монастырь. Монета Банка России — Серия: «Памятники архитектуры России», 3 рубля, серебро, 2008 год

Наконец, ещё один интереснейший, самобытный по составу цикл представляют собой росписи жертвенника — северной алтарной апсиды. Здесь представлены ветхозаветные сюжеты — прообразы евхаристии, а также добавленные к ним сцены мученичества Иоанна Предтечи. В своде изображено явление Троицы Аврааму, с характерным для Пскова изокефальным (равновеликим) изображением Трех Ангелов.
Завершает роспись храма чин преподобных отцов, изображенных в нижнем ярусе стен. Их фигуры сохранились на восточных стенах боковых ветвей креста по сторонам от алтаря.

## Правовое положение
Решением 43-й сессии комитета всемирного наследия ЮНЕСКО 7 июля 2019 года внесён в список всемирного наследия ЮНЕСКО (в списке храмов псковской архитектурной школы).